# Tilàpia del Nil
La tilàpia del Nil (Oreochromis niloticus), és una espècie de peix de la família dels cíclids i de l'ordre dels perciformes que es troba a Àfrica: rius costaners d'Israel, riu Nil, llac Txad i rius Níger i Senegal.
Pot viure fins als 9 anys. Els mascles poden assolir els 60 cm de longitud total i els 4,324 kg de pes.

## Subespècies
- Oreochromis niloticus baringoensis (Trewavas, 1983)
- Oreochromis niloticus cancellatus (Nichols, 1923)
- Oreochromis niloticus eduardianus(Boulenger, 1912)
- Oreochromis niloticus filoa (Trewavas, 1983)
- Oreochromis niloticus niloticus (Linnaeus, 1758)
- Oreochromis niloticus sugutae(Trewavas, 1983)
- Oreochromis niloticus tana (Seyoum i Kornfield, 1992)
- Oreochromis niloticus vulcani (Trewavas, 1933)